# Карлос (город, Миннесота)
Карлос (англ. Carlos) — город в округе Дуглас, штат Миннесота, США. На площади 1,2 км² (1,2 км² — суша, водоёмов нет), согласно переписи 2002 года, проживают 329 человек. Плотность населения составляет 271,2 чел./км².
- Телефонный код города — 320
- Почтовый индекс — 56319
- FIPS-код города — 27-09964[1]
- GNIS-идентификатор — 0640899[2]